# You Better You Bet
«You Better You Bet» es una canción del grupo británico The Who, publicada en el álbum de estudio Face Dances en 1981. El tema, compuesto por el guitarrista Pete Townshend, fue también lanzado como primer sencillo del álbum y fue el último sencillo del grupo en alcanzar el top 20 en la lista Billboard Hot 100, donde llegó al puesto dieciocho el 21 de marzo de 1981. La canción también llegó al primer puesto de la lista Billboard Top Tracks, y al nueve en la británica UK Singles Chart.

## Contenido
La canción incluye referencias al grupo T. Rex y al álbum de The Who Who's Next en el verso: «I drunk myself blind to the sound of old T. Rex... and Who's Next». 

## Video musical
El sencillo fue acompañado de un videoclip, filmado en blanco y negro y con la colaboración del teclista John Bundrick. Fue el cuarto video emitido en la inauguración del canal MTV el 1 de agosto de 1981.

## Posición en listas
| Lista                               | Posición |
| ----------------------------------- | -------- |
| Canadian RPM Top Singles            | 4        |
| UK Singles Chart                    | 9        |
| US Billboard Hot 100                | 18       |
| US Billboard Mainstream Rock Tracks | 1        |